# Gerlinde Wurth
Pour les articles homonymes, voir Wurth.
Gerlinde Wurth née en 1933 à Vienne, est artiste peintre autrichienne. Elle vit et travaille à Vienne et à Gloggnitz.

## Biographie
Entre 1950 et 1954, elle suit des cours de sculpture, de dessin d'après modèle et de peinture sur résine, au centre de formation artistique pour adultes. Ses premières compositions abstraites sont colorées.
De 1961 à 1964, elle vit en Suède. Elle réalise des dessins naturalistes à l'encre et des œuvres au pastel à l'huile aux couleurs vives et plutôt abstraites du paysage nordique. La Galerie Brinken lui consacre sa première exposition personnelle en 1961.
De retour à Vienne, elle travaille comme comptable chez un fabricant de pianos, jusqu'à sa retraite. Son bureau est situé sous la pièce qui sert à accorder les pianos. Ses journées sont rythmées par les tonalités et le rythme de l'accordage des pianos.
Elle expérimente diverses formes et va vers d'abstraction. Elle s'inspire de l'observation des algues et des cellules au microscope. Elle traduit ces formes en couleurs et réduit les structures.
En 1967, la galerie Autodidakt consacre une exposition à ces images de cellules.
Ensuite, elle va utiliser la résine synthétique qui lui permet d'incorporer des pierres, des tissus du sable. Elle abandonne la couleur.
En 1977, Linda Christanell, Christa Hauer, Hildegard Joos, Angelika Kaufmann, Doris Lötsch, Roswitha Lüder, Ingeborg G. Pluhar, Doris Reitter-Brown, Ise Schwartz, Edda Seidl-Reiter, Gerlinde Wurth fondent IntAkt, afin d'améliorer la visibilité des artistes femmes, d'accéder à la commande publique au professorat . Gerlinde Wurth est la seule artiste autodidacte de ce grouppe.
En 1978, elle doit libérer sa maison de Langenzersdorf. Tout son matériel de peinture est emballé dans des caisses, jusqu'à son emménagement à Vienne en mai 1979. Elle va alors utiliser un stylo à encre pour tracer des lignes les unes à côté des autres. Depuis, elle remplit des feuilles, des blocs, en répétant un même caractère ou signe. Elle reproduit d'abord des lignes, puis des phrases, puis des points. Il s'agit de gestes minimalistes et répétitifs. Ses compositions graphiques ressemblent à des compositions musicales et semblent suivre un rythme interne.
En 1982, après une exposition à la Galerie Grita Insam, elle se retire complètement du monde de l'art.
En 2003, un proche la convainc de participer à Mimosen - Rosen - Herbstzeitlosen, à la Kunsthalle Krems. Cette exposition montre les œuvres d'artistes femmes à partir de 1945.
En 2019, une rétrospective présente une sélection d'œuvres des 40 dernières années.

## Expositions
- Galleri Brinken, Stockholm, 1961[7]

- Galleri Brinken, Stockholm,1964
- Galerie Autodidakt, Vienne, 1967
- Galerie Seilerstätte, Vienne, 1971
- Malerei und Plastik der Laien und Autodidakte, Vienne Secession, 1971
- Galerie Pfaff, Vienne, 1972
- Kleine Galerie Neudeggergasse, Vienne - Kunstharzbilder, 1973
- Gerlinde Wurth, Malerei und Grafik, Modern Art Galerie, Vienne, 1974
- Ausstellung in der Modern Art Galerie, Vienne, 1974
- Malerklausur Maria Trost, Graz, 1974
- Materialbilder, Modern Art Galerie, Vienne, 1975
- ART 5 '75, internationale Kunstmesse Bale, 1975
- Modern Art Galerie, Vienne, 1976
- Ausstellungsraum des Kulturamtes, Vienne, 1977
- Galerie Grita Insam, Vienne, 1982
- Positionen 1945 bis heute, Mimosen - Rosen - Herbstzeitlosen, Kunsthalle Krems - Künstlerinnen,  2003
- Galerie Grita Insam, Vienne, 2005
- Galerie Eugen Lendl, Graz, 2007

- Galerie Eugen Lendl, Graz - Repertorium, 2008
- Genau und anders. Mathematik in der Kunst von Dürer bis Sol LeWitt, Museum Moderner Kunst Stiftung Ludwig, Vienne, 2008
- Endlich Schnee in den Alpen, MAERZ, Linz, 2008

- Anzengruber Biennale, Wien

- Albertina, Wien - Art Albertina, 2009
- Galerie Eugen Lendl, Graz - Repertorium II, 2009
- Artmark Galerie, Spital am Phyrn, 2009
- ARCO Madrid, Spanien - Galerie Grita Insam, 2009
- Artmark Galerie, Wien - Hommage, 2010
- Galerie Eugen Lendl - Small Pieces, 2011
- Gerlinde Wurth und Freunde, ip.forum, Vienne, 2013
- Die 70er Jahre, MUSA, Vienne,  2013
- Galerie Kopriva Krems, 2014
- Einzelpräsentation Art Austria, Palais Liechtenstein, Vienne, 2019
- Gerlinde Wurth[6]

## Prix et distinctions
- Prix des Beaux-Arts de la ville de Vienne, 2017[3]